# Megacodon stylophorus
Megacodon stylophorus är en gentianaväxtart som först beskrevs av Charles Baron Clarke, och fick sitt nu gällande namn av H. Smith. Megacodon stylophorus ingår i släktet Megacodon och familjen gentianaväxter. Inga underarter finns listade i Catalogue of Life.